# Lewit gegen Österreich
Lewit gegen Österreich war ein Beschwerdeverfahren des Holocaust-Überlebenden Aba Lewit vor dem Europäischen Gerichtshof für Menschenrechte wegen der Abweisung einer Beschwerde gegen die Zeitschrift Die Aula durch ein österreichisches Gericht. Im Oktober 2019 verurteilte der EGMR die Republik Österreich in der Sache wegen Verstoßes gegen Artikel 8 der Europäischen Menschenrechtskonvention.

## Vorgeschichte
Im Juli 2015 wurden in einem Artikel des rechtsextremen Monatsmagazins Die Aula die im Jahr 1945 Befreiten aus dem KZ Mauthausen als „Landplage“ und „Massenmörder“ bezeichnet, die „raubend und plündernd, mordend und schändend“ durch das Land gezogen seien. Daraufhin erstattete der Nationalratsabgeordnete Harald Walser (Die Grünen – Die Grüne Alternative) im September 2015 wegen des Verdachts auf Wiederbetätigung Anzeige bei der Staatsanwaltschaft Graz, die das Verfahren jedoch einstellte. Als Begründung wurde unter anderem angeführt, dass es nachvollziehbar sei, dass die Freilassung mehrerer tausend Menschen eine Belästigung für die betroffenen Gebiete dargestellt habe und nicht ausgeschlossen werden könne, dass dabei strafbare Handlungen begangen worden sind. Walser richtete umgehend eine parlamentarische Anfrage an Justizminister Wolfgang Brandstetter, da er in der Einstellung in „skandalöser Weise indirekt die NS-Judikatur fortgeschrieben“ sah. Der Justizminister verteidigte in der Anfragebeantwortung vom März 2016 die Verfahrenseinstellung als rechtlich korrekt, kritisierte aber zugleich die Wortwahl der Einstellungsbegründung.
Daraufhin klagten Überlebende und Nachkommen von Überlebenden des Holocausts, darunter Rudolf Gelbard und die Tochter Leon Zelmans, die Zeitschrift zivilrechtlich wegen Ehrenbeleidigung und Kreditschädigung und auf Unterlassung. Unterstützt wurden sie dabei von den Grünen. Am 5. August 2016 erging eine einstweilige Verfügung des Landesgerichts für Zivilrechtssachen Graz: Bis zur rechtskräftigen Entscheidung im Hauptverfahren war es der Aula verboten, „die wörtliche und/oder sinngleiche Behauptung aufzustellen und/oder zu verbreiten, die ehemaligen Häftlinge/Befreiten des KZ Mauthausen, dessen Neben-/Außenlager oder anderer Konzentrationslager seien Massenmörder und/oder für die Bevölkerung eine Landplage gewesen und/oder haben das Land raubend und plündernd, mordend und schändend geplagt und schwerste Verbrechen begangen“. Ein Rekurs der Zeitschrift beim Oberlandesgericht Graz wurde im Oktober 2016 abgewiesen, und auch der Oberste Gerichtshof bestätigte im Jänner 2017 die einstweilige Verfügung. Im Februar 2017 erging das Urteil des Grazer Landesgerichts für Zivilrechtssachen: Sämtliche Ansprüche der Kläger wurden anerkannt. Das Blatt musste die Beleidigungen von KZ-Überlebenden widerrufen und die Verfahrenskosten übernehmen. Lewit war an diesem Rechtsstreit nicht beteiligt.
Im Februar 2016 veröffentlichte Die Aula einen weiteren, gegen Walser gerichteten Artikel, in dem über die Verfahrenseinstellung berichtet und die inkriminierenden Aussagen zitiert wurden. Dagegen strengte Harald Walser ein medienrechtlicher Verfahren wegen Diffamierung und Beleidigung an. Dabei entschied das Grazer Landesgericht für Strafsachen im September 2016 gegen die Interessen der überlebenden KZ-Häftlinge und begründete dies damit, dass im Mai 1945 etwa 20.000 Menschen aus dem Konzentrationslager Mauthausen entlassen worden sind, und diffamierenden Äußerungen gegenüber diesem Kollektiv nicht der Diffamierung seiner einzelnen Mitglieder entspricht. Mit der Begründung, dass 2016 nur mehr sehr wenige der damals Befreiten am Leben waren und daher für Leser des Aula-Artikels sehr wohl einzeln identifizierbar waren, wurde Berufung eingelegt. Im Juli 2017 wies das Grazer Oberlandesgericht die Berufung ab ohne auf die Begründung einzugehen, sondern argumentierte, dass der Artikel von 2016 nur eine wörtliche Wiedergabe der ursprünglichen Behauptungen ohne „eigenen Bedeutungsgehalt“. Daher unterstützten die Grünen im Februar 2018 eine Beschwerde des Holocaustüberlebenden Aba Lewit beim Europäischen Gerichtshof für Menschenrechte (EGMR).

## Urteil des Europäischen Gerichtshofs für Menschenrechte
Am 10. Oktober 2019 verurteilte der EGMR die Republik Österreich wegen Verletzung des Artikels 8 der Europäischen Menschenrechtskonvention, der den Schutz des Privat- und Familienlebens garantiert. Aufgrund der geringen Anzahl der noch lebenden KZ-Häftlinge betrafen die fraglichen Aussagen im Aula-Artikel vom Februar 2016 Aba Lewit durchaus persönlich. Das österreichische Gericht hat Lewit also unzulässigerweise nicht vor den diffamierenden Aussagen geschützt.
Die Republik wurde zur Zahlung von 5.000 € immateriellen Schadenersatz und 648,48 € an materiellem Schadenersatz verurteilt, sowie zur Übernahme der Prozesskosten. Österreich ist nun verpflichtet, erneut in der Causa zu entscheiden und bei der Korrektur der Rechtsprechung den beanstandeten Punkt zu berücksichtigen.

## Reaktionen
Justizminister Clemens Jabloner sah im Urteil ein „wichtiges Signal für die Justiz, sich der Verantwortung für die Gräueltaten des NS-Regimes bewusst zu werden.“
Aba Lewit zeigte sich über das EGMR-Urteil zufrieden. Den ihm zugesprochenen Schadenersatz spendete er an vier jüdische Wiener Schulen.
Lewits Anwältin Maria Windhager brachte einen Erneuerungsantrag ein, damit der Fall wieder vor einem Gericht in Österreich behandelt wird. Nachdem sie damit nicht erfolgreich war, bewegte sie die Generalprokuratur zu einer Nichtigkeitsbeschwerde zur Wahrung des Gesetzes. Daher verhandelte der Oberste Gerichtshof die Causa am 11. Juni 2021 erneut und stellte fest, dass das Grazer Landesgericht und des Grazer Oberlandesgericht die Klagen der KZ-Überlebenden zu Unrecht abgewiesen hatten, und dass die entsprechenden Urteilsbegründungen schwerwiegende Mängel aufweisen.